# Joe Mixon
Joe Mixon (Oakley, California, 24 de julio de 1996) es un jugador profesional estadounidense de fútbol americano que se desempeña en la posición de running back en Houston Texans, equipo de la National Football League (NFL).

## Carrera
Fue seleccionado en la segunda ronda en la Reunión Anual de Selección de Jugadores de la NFL de 2017. Hizo su debut profesional con el equipo Cincinnati Bengals, donde jugó siete temporadas, en 2024 pasó a Houston Texans.